# Lasse Trollberg

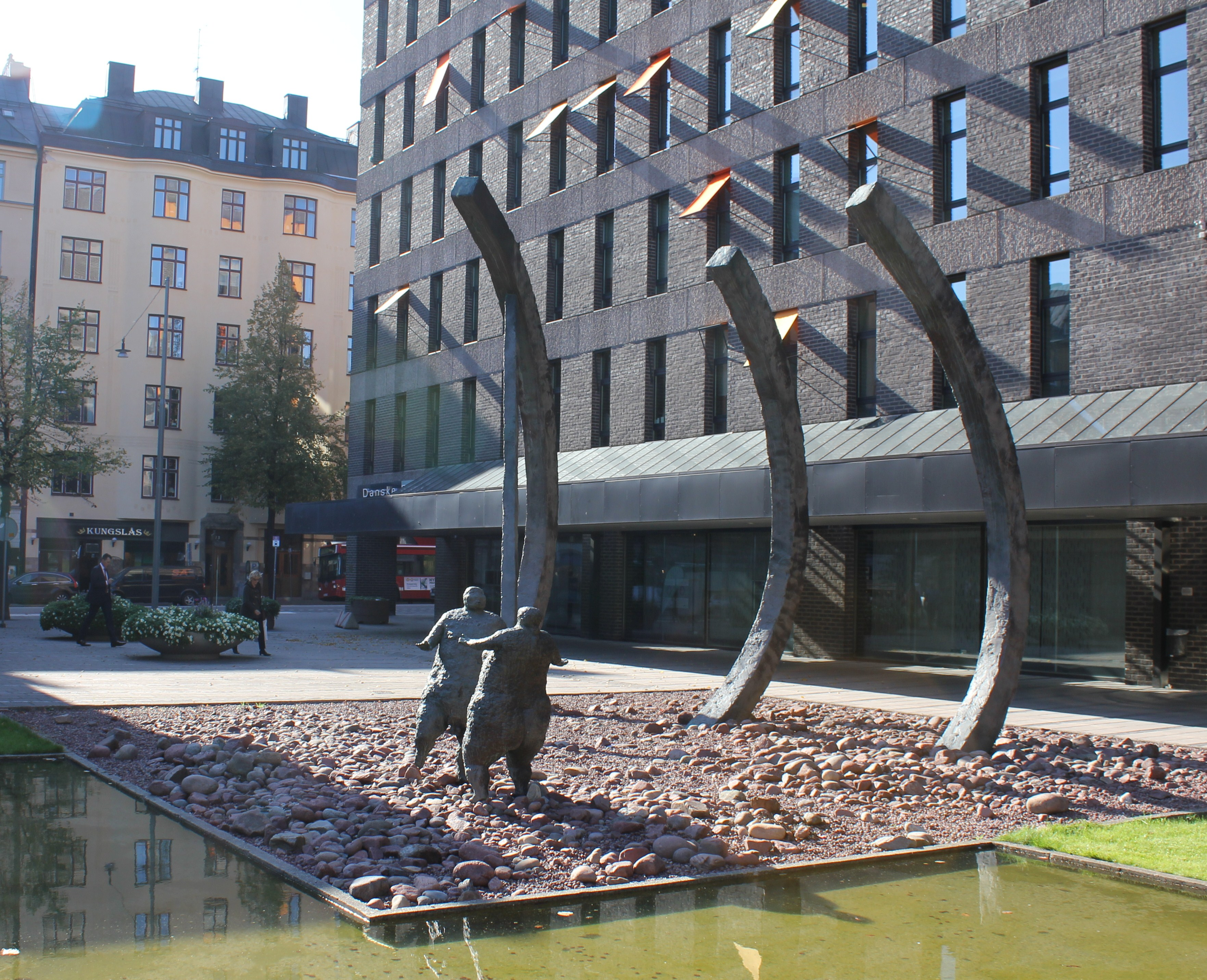
Noas dans utanför Trygg-Hansa-huset på Kungsholmen i Stockholm.

Lars Sigfrid "Lasse" Trollberg, född den 2 april 1931 i Stockholm, död den 18 augusti 1986, var en svensk skulptör.

## Biografi
Trollberg var son till Mattias Andersson och Lea Elisabeth Hedqvist och från 1961 gift med konstnären Kerstin Moberg. Trollberg studerade vid Högre konstindustriella skolans avdelning för skulptur 1958–1962 och vid Accademia di Belle Arti i Florens 1964–1965. Som skulptör arbetade han företrädesvis med figurmotiv och arbeten avsedda för väggutsmyckning. Han har medverkade i ett flertal grupp- och samlingsutställningar och vid en tävling om gravvårdsutsmyckning 1966 segrade hans förslag.     

## Offentliga verk i urval
- Noas dans, Trygg-Hansa-huset, Kungsholmen, Stockholm (rest 1975)
- Hjulet, Konsul Olssons plats, Helsingborg (rest 1977)[3]
- Clownen, Rådhuset, Laholm (rest 1989)[4]
- Fårstigen, brons, 1997, Magnarpsskolans gård, Ängelholm